# Área censal de Hoonah–Angoon
El área censal de Hoonah–Angoon (en inglés: Hoonah–Angoon Census Area) es una de las 11 áreas censales del estado estadounidense de Alaska. En el censo del año 2000, el área censal tenía una población de 2,574 habitantes y una densidad poblacional de 0.12 persona por km². El área por ser parte del borough no organizado no posee sede de borough, mientras que las ciudad más grand es Hoonah.

## Geografía
Según la Oficina del Censo, el área censal tiene un área total de 19 280 km² (7444,0 mi²), de la cual 8983 km² (3468,3 mi²) es tierra.

### Boroughs y áreas censales adyacentes
- Ciudad y borough de Sitka (noroeste)
- Borough de Haines (noreste)
- Ciudad y borough de Juneau (noreste)
- Área censal de Petersburg (noreste)
- Ciudad y borough de Sitka (suroeste)
- Columbia Británica, Canadá (este)

## Historia

Fronteras del antigua Área censal de Skagway-Yakutat-Angoon

En el censo de 1990, el área censal era más grande, y en ese tiempo se llamaba Área censal Skagway-Yakutat-Angoon. Después de que Yakutat fue incorporada a una ciudad y borough el 22 de septiembre de 1992, fue renombrado a Área censal de Skagway-Hoonah-Angoon; Cuando Skagway pidió salirse el 20 de junio de 2007, el área censal asumió su actual nombre.

## Demografía
NOTA: Los datos demográficos de abajo son de la antigua área censal de "Skagway-Hoonah-Angoon" en la cual incluía al borough de Skagway.
Según el censo de 2000, había 3,436 personas, 1,369 hogares y 866 familias residiendo en la localidad. La densidad de población era de 0.0173 hab./km². Había 2,108 viviendas con una densidad media de 0 viviendas/km². El 58.15% de los habitantes eran blancos, el 0.15% afroamericanos, el 35.01% amerindios, el 0.38% asiáticos, el 0.15% isleños del Pacífico, el 0.96% de otras razas y el 5.21% pertenecía a dos o más razas. El 2.82% de la población eran hispanos o latinos de cualquier raza.

## Localidades
- Angoon
- Cube Cove
- Elfin Cove
- Game Creek
- Gustavus
- Hobart Bay
- Hoonah
- Klukwan
- Pelican
- Tenakee Springs
- Whitestone Logging Camp